# Оджибуей
Оджибуей, Оджибуа или Оджибаве е индианско племе, част от коренното население на Субарктика на Северна Америка.

## История
Племената Оджибуа, Сото и Чипеуа принадлежат към индианците анишинабе. Участват в „Съвета на трите огъня“, заедно с племената Отава и Потауатомите. От началото на XVII в. те живеят северно от езерото Хурон и на североизток от Горното езеро. През следващия век Оджибуа започват да населяват територията между Големите езера и Залива Хъдсън. Те наброявят около четиридесет хиляди по времето на пристигането на френските заселници. Бързо се съюзяват с тях срещу англичаните. Благодарение на предоставеното им оръжие отблъскват сиуксите и фоксите към Великите равнини. По пътя към езерото Уинипег, оджибуа срещат криите, с които започват да поддържат тесни връзки. Междувременно те установяват контакт с белите хора. Когато идват първите трапери, те често взимат за съпруги индианки. Децата метиси остават в племето. През време на френско-индианските войни през XVIII в. , те се бият на страната на крал Луи XV. В началото на XIX в. разпръснати групи ловци скитат на запад и север от Големите езера. Оджибуа участват в големия съюз на Понтиак (вожд). Според легендата планът на Понтиак е предаден на командира на британската крепост в Детройт от жена от оджибуа, известна като Катрин сред англичаните.

## Обичаи и религия
Религията на анишинабе често има двойствено вярване – във върховна сила и едновременно с това в духове, които движат живите същества и предметите (анимизъм). Това не изключва страха от злотворни сили като човекоядеца Уиндиго. Те могат да се омилостивят чрез местния шаман, включително чрез ритуално пушене на тютюн. В края на XVIII веки епидемиите вилнеят с такава сила, че местните шамани не успяват да ги изцелят чрез традиционни практики. Така възниква обществото на танца медицина Мидеуиуин. Трябва да се направи уговорката, че при индинаците думата „медицина“ включва нещо свещено. Често лечителството е извършвано от духове подчинени на шамана, т.е. от т.нар. „медицина“. Новите членове на Мидеуиуин са проникнати от свръхестествена сила, след като на церемонията по тялото се появява бяла раковина. Фазите на ритуала са гравирани върху брезова кора. Обществото Мидеуиуин се хвали с редица изцеления, които издигат авторитета му. Те често засилват влиянието си, заплашвайки да повикат лошите духове в случай на конфликт с членовете на племето.
Оджибуа и чипеуа са смели хора, но не са войнствени по природа. Традициони съюзници на Отава и Потауатомите те се бият срещу Ирокезите и дакота. Битките протичат главно на суша, в някои случаи – с канута. Когато излизат да се бият с враг войните си подстригват косите. Победите понякога се увенчават с канибализъм.
При влизането в пубертета младежите преминават през ритуал на търсене на видение, при който отиват сами в гората, за да чакат жертвено видение. Силата на духа закрилник, може да бъде посветена на доброто или злото. Момичетата също имат видения но не са подложени такъв аскетизъм. Обикновено са придружавани от наставница и нямат право на свободен избор на съпруг. Те обаче могат да се разведат в случай на несъвместимост на характерите